# یبوسی

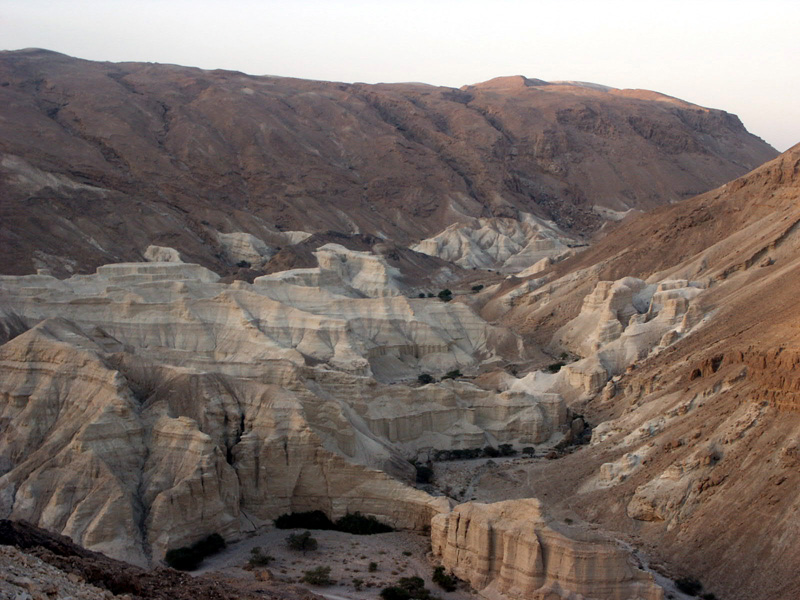
منطقه یبوستیان

یبوستیان (به انگلیسی: Jebusites)، در تورات، تیره‌ای از کنعانیان و از اقوام سامی بودند که در قبل از میلاد در سرزمین کنونی فلسطین ساکن گشتند. یبوستیان به رهبری پادشاه خود ملکی صادق در سرزمین فلسطین شهری بنا کردند که به نام اورسالم معروف گشت.
بعدها این شهر همانگونه که شرح آن در تورات آمده توسط قوم بنی‌اسرائیل فتح شد و در زبان آنان به صورت اورشلیم تلفظ گشت که مکان آن در جایگاه کنونی شهر قدس می‌باشد.